# Timia nigripes
Timia nigripes är en tvåvingeart som beskrevs av Josef Mik 1889. Timia nigripes ingår i släktet Timia och familjen fläckflugor. Inga underarter finns listade i Catalogue of Life.